# Orjiv
Orjiv (en ukrainien : Оржів) ou Orjev (en russe : Оржев ;en polonais : Orżew) est une commune urbaine de l'oblast de Rivne, en Ukraine. Sa population s'élevait à 3 835 habitants en 2021.

## Géographie
Orjiv est située au point de confluence de la rivière Horyn et de son affluent l'Oustia. Elle se trouve à 18 km au nord-ouest de Rivne et à 313 km à l'ouest de Kiev. 

## Histoire
Le village d'Orjiv est fondé au XVIe siècle. Il a le statut de commune urbaine depuis 1959.

## Population
Recensements ou estimations de la population :
| 1959* | 1970* | 1979* | 1989* | 2001* | 2013  | 2014  |
| ----- | ----- | ----- | ----- | ----- | ----- | ----- |
| 1 280 | 2 029 | 3 289 | 4 127 | 4 202 | 3 885 | 3 922 |

| 2015  | 2016  | 2017  | 2018  | 2019  | 2020  | 2021  |
| ----- | ----- | ----- | ----- | ----- | ----- | ----- |
| 3 937 | 3 960 | 3 975 | 3 967 | 3 915 | 3 874 | 3 835 |

## Transports
Orjiv se trouve à 20 km de Rivne par le chemin de fer.